# Ancistrocerus androcles
Ancistrocerus androcles är en stekelart som först beskrevs av Meade-waldo.  Ancistrocerus androcles ingår i släktet murargetingar, och familjen Eumenidae. Inga underarter finns listade i Catalogue of Life.